# Albéric Van Stappen
Albéric Joseph François Van Stappen, né le 4 septembre 1875 à Termonde et décédé le 24 mai 1934 à Schaerbeek fut un homme politique belge catholique.
Il fut candidat notaire (université catholique de Louvain), conseiller communal et bourgmestre de Termonde (1919), sénateur de l'arrondissement de Termonde-Saint-Nicolas (1931-34) en suppléance de Georges Vilain XIIII, décédé.